# Exeristes montanus
Exeristes montanus là một loài tò vò trong họ Ichneumonidae.